# Attalens
Attalens es una comuna suiza del cantón de Friburgo, situada en el distrito de Veveyse. Limita al norte con las comunas de Bossonnens y Oron (VD), al noreste con Remaufens, al sureste con Corsier-sur-Vevey (VD), al sur con Jongny (VD), al suroeste con Chardonne (VD), y al noroeste con Granges (Veveyse).

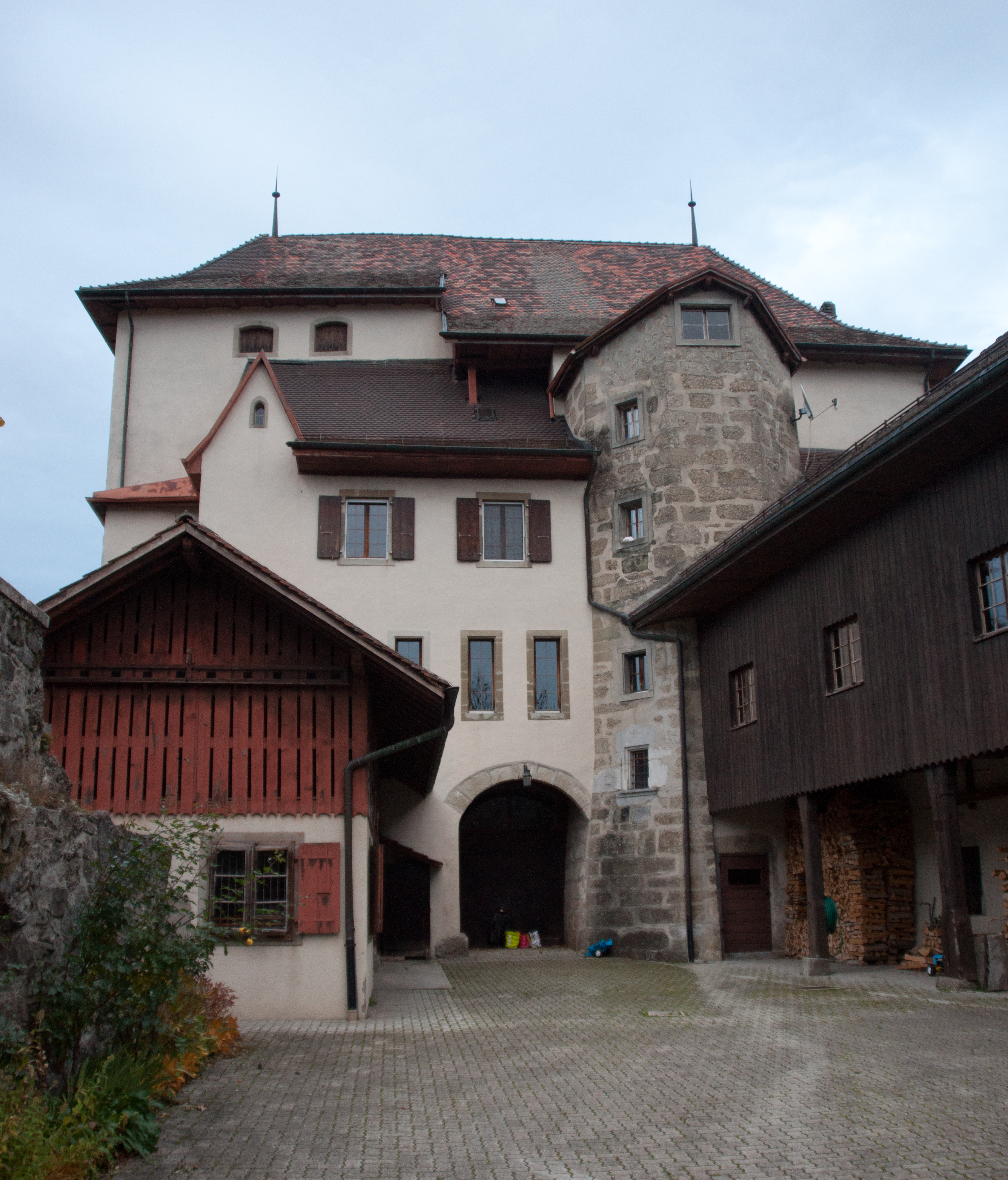
Castillo de Attalens.